# MTV Europe Music Awards 2009
Kategorie, nominowani i zwycięzcy do MTV Europe Music Awards w roku 2009.

## Występujący
- Katy Perry – Połączenie utworów nominowanych w kategorii Najlepsza piosenka („I Gotta Feeling” / „When Love Takes Over” / „Use Somebody” / „Halo” / „Poker Face”) – intro
- Green Day – „Know Your Enemy” / „Minority” – występ rozpoczynający galę
- Beyoncé – „Sweet Dreams”
- Jay-Z – „Empire State of Mind”
- Foo Fighters – „Wheels” / „All My Life”
- U2 – „One” / „Magnificent” – występ w Bramie Brandenburskiej
- Shakira – „Did It Again”
- Tokio Hotel – „World Behind My Wall”
- Leona Lewis – „Happy”
- U2 & Jay-Z – „Sunday Bloody Sunday” – występ w Bramie Brandenburskiej, kończący galę

## Prezenterzy
- Asia Argento
- Backstreet Boys
- David Guetta
- Jean Reno
- Juliette Lewis
- Miranda Cosgrove
- Joko Winterscheidt (wywiady na czerwonym dywanie)
- Joss Stone (wywiady na czerwonym dywanie)
- Bar Refa’eli
- Boris Becker
- Brody Jenner
- Jonas Brothers
- Batista
- David Hasselhoff
- Lil Kim
- Wołodymyr Kłyczko
- Jesse Metcalfe

## Kategorie główne

### Najlepsza piosenka
- Beyoncé – „Halo”
- The Black Eyed Peas – „I Got a Feeling”
- David Guetta feat. Kelly Rowland – „When Love Takes Over”
- Kings of Leon – „Use Somebody”
- Lady GaGa – „Poker Face”

### Wokalistka roku
- Beyoncé
- Katy Perry
- Lady GaGa
- Leona Lewis
- Shakira

### Wokalista roku
- Eminem
- Jay-Z
- Kanye West
- Mika
- Robbie Williams

### Najlepszy zespół
- The Black Eyed Peas
- Green Day
- Jonas Brothers
- Kings of Leon
- Tokio Hotel

### Najlepszy artysta koncertowy
- Beyoncé
- Green Day
- Kings of Leon
- Lady Gaga
- U2

### Debiut roku
- Daniel Merriweather
- La Roux
- Lady GaGa
- Pixie Lott
- Taylor Swift

### Najlepszy wykonawca – muzyka miejska
- Ciara
- Eminem
- Jay-Z
- Kanye West
- T.I.

### Najlepszy wykonawca rockowy
- Foo Fighters
- Green Day
- Kings of Leon
- Linkin Park
- U2

### Najlepszy wykonawca alternatywny
- Muse
- Paramore
- Placebo
- The Killers
- The Prodigy

### Najlepszy wykonawca w serii MTV Push
- Daniel Merriweather
- Hockey
- La Roux
- Little Boots
- Metro Station
- Pixie Lott
- The Veronicas
- White Lies

### Najlepszy wykonawca w serii MTV World Stage
- Coldplay
- Kid Rock
- Kings of Leon
- Lady Gaga
- Linkin Park

### Ulubiony artysta europejski
- Deep Insight
- Dima Biłan
- Doda
- Lost
- maNga

## Kategoria niepodlegająca głosowaniu
Zwycięzca został wybrany przez MTV Networks Europe.

### Teledysk roku
- Beyoncé – „Single Ladies (Put a Ring on It)”
- Britney Spears – „Circus”
- Eminem – „We Made You”
- Katy Perry – „Waking Up in Vegas”
- Shakira – „She Wolf”

## Kategorie regionalne
Widzowie MTV głosowali do 12 października na swoich ulubionych artystów krajowych. Pięciu, którzy zdobyli największą liczbę głosów w Europie stanęło 2 listopada do walki o nagrodę dla najlepszego artysty europejskiego. Zwycięzca ogłoszony został 5 listopada. Dwa krajowe oddziały, które nie biorą udziału w głosowaniu, to MTV Austria oraz MTV Irlandia.

### Najlepszy adriatycki wykonawca
- Darkwood Dub
- Elvis Jackson
- Lollobrigida
- Dubisza Kolektiv
- Superhiks

### Najlepszy wykonawca arabski
- Joe Askar
- Darine Hadchiti
- Rashed Al Majed
- Amr Moustafa
- Ramy Sabry

### Najlepszy bałtycki wykonawca
- Chungin & the Cats of Destiny
- DJ Ella
- Flamingo
- Leon Somov & Jazzu
- Popidiot

### Najlepszy holenderski i belgijski
- Alain Clark
- Esmée Denters
- Fedde le Grand
- The Black Box Revelation
- Millow

### Najlepszy duński wykonawca
- Jooks
- Medina
- Dúné
- Outlandish
- L.O.C.

### Najlepszy fiński wykonawca
- Happoradio
- Disco Ensemble
- Deep Insigt
- Cheek
- Apulanta

### Najlepszy francuski wykonawca
- David Guetta
- Rohff
- Sliimy
- Olivia Ruiz
- Orelsan

### Najlepszy niemiecki wykonawca
- Peter Fox
- Sportfreunde Stiller
- Silbermond
- Sohne Mannheims
- Jan Delay

### Najlepszy grecki wykonawca
- Elena Paparizou
- Monika
- Matisse
- Onirama
- Professional Sinnerz

### Najlepszy węgierski wykonawca
- Esclin Syndo
- The Idoru
- The Kolin
- The Moog
- Zegar

### Najlepszy izraelski wykonawca
- Asaf Awidan & The Mojos
- Ninet Tayeb
- Terry Poison
- Infected Mushroom
- Assaf Amdursky

### Najlepszy włoski wykonawca
- Tiziano Ferro
- Giusy Ferrari
- Lost
- Zero Assoluto
- J-Ax

### Najlepszy norweski wykonawca
- Donkeyboy
- Röyksopp
- Paperboy
- Maria Mena
- Yoga Fire

### Najlepszy polski wykonawca
- Ania Dąbrowska
- Afromental
- Doda
- Ewa Farna
- Jamal

### Najlepszy portugalski wykonawca
- Buraka Som Sistema
- David Fonseca
- Pontos Negros
- Xutos e Pontapés
- X-Wife

### Najlepszy rumuński i mołdawski wykonawca
- David Deejay feat. Dony
- Inna
- Puya feat.George Hora
- Smiley
- Tom Boxer feat. Jay

### Najlepszy rosyjski wykonawca
- Centr
- Kasta
- Sergey Lazarey
- Dima Biłan
- Timati

### Najlepszy hiszpański wykonawca
- Macaco
- Rusian Red
- We Are Standard
- Nena Deconte
- Fangoria

### Najlepszy szwedzki wykonawca
- Adiam Dymott
- Agnes
- Darin
- Mando Diao
- Promoe

### Najlepszy turecki wykonawca
- Atiye
- Bedük
- Kenan Dogulu
- Manga
- Nil Karaibrahimgil

### Najlepszy ukraiński wykonawca
- Green Grey
- Duga Rika
- Lama
- Antytila
- KAMON!

### Najlepszy nowy brytyjski i irlandzki wykonawca
- Florence and The Machine
- La Roux
- Tinchy Stryder
- The Saturdays
- Pixie Lott

### Najlepszy szwajcarski wykonawca
- Stess
- Seven
- Ritschi
- Lovebugs
- Phenomden